# Biberist
Biberist is een gemeente en plaats in het Zwitserse kanton Solothurn en maakt deel uit van het district Wasseramt.
Biberist telt 7895 inwoners.